# Caesetius bevisi
Caesetius bevisi là một loài nhện trong họ Zodariidae.
Loài này thuộc chi Caesetius. Caesetius bevisi được J. Hewitt miêu tả năm 1916.